# Македонски живот
„Македонски живот“ е списание, орган на гръцката комунистическа политическа емиграция. Издавано е на български (Егейска македонска литературна норма), излиза от 1963 до 1966 година и създадено от емиграцията от Егейска Македония в Букурещ, Румъния.
Излиза във формат 14x21 cm на около 140 страници, а тиражът му е 2 – 3 хиляди копия. Излизат общо 4 броя.